# Dresiarz
Dres [drɛs] hoặc dresiarz [drɛɕaʂ] (số nhiều dresy [drɛsɨ] hoặc dresiarze [drɛɕaʐɛ])) là một thuật ngữ được sử dụng trong tiếng Ba Lan để mô tả một tiểu văn hóa hoặc giai cấp nam thanh niên. Dresiarz sống rập khuôn trong các nhà cao tầng hoặc nhà chung cư. Họ thường được miêu tả là thiếu hiểu biết, thất nghiệp, hung hăng và chống đối xã hội. Hiện tượng dresiarz được quan sát lần đầu tiên vào những năm 1990, và đôi khi được so sánh với chav của Anh, mặc dù có lẽ giống với Gopnik của Liên Xô. Nó sau đó hợp nhất một phần với các văn hóa hooligan, và đôi khi được quy vào thể loại côn đồ bóng đá.
Thuật ngữ này đề cập đến trang phục thể thao, trong tiếng Ba Lan là dres. Kark (pl. tiếng Ba Lan: karki - napes) và blocker (pl. tiếng Ba Lan: blokersi - block-people) có liên quan nhưng không đồng nghĩa với các thuật ngữ; xem bên dưới. Thuật ngữ này có một ý nghĩa sai lầm trong truyền thông đại chúng Ba Lan
Cuốn tiểu thuyết Trắng và Đỏ của Dorota Masłowska  là một trong những cuốn sách đầu tiên được xuất bản có đề cập đến hiện tượng dresiarz. Dresy đã là một chủ đề của các bài hát (thường là quan trọng) của Dezerter và Big Cyc. Họ cũng là những nhân vật tiêu cực phổ biến trong truyện tranh Jeż Jerzy.

## Nét đặc trưng
Các đặc điểm sau đây thường được quy cho khuôn mẫu dresiarz:
- Sở thích âm nhạc thường bao gồm cả nhạc polo và rap của Ba Lan, hiếm khi là nhạc techno, thể loại nhạc house hoặc hardbass.
- Mặc đồ thể thao cùng với áo hoodie và sneaker; thường là hàng nhái giả giá rẻ của các thương hiệu phổ biến.
- Cạo đầu.
- Nâng tạ và/hoặc tập luyện sức mạnh trong phòng tập thể dục.
- Thích đi ô tô - ban đầu chúng có liên quan rập khuôn với những chiếc xe Fiat 126p được cải tạo nhiều (thường có nhãn dán Pioneer mang tính biểu tượng che cửa sổ phía sau), nhưng gần đây họ đã chuyển sang các phiên bản cũ hơn của BMW 3 và BMW 5 cũng như Volkswagen Golf Mk2 và Opel Calibra và gần đây, sở thích của họ chuyển sang ô tô của Tập đoàn Volkswagen, đặc biệt là Audi. Ngoài những chiếc xe của Đức, những chiếc máy đốt gạo như Honda Civic cũng tạo ra một số sự nổi tiếng do ảnh hưởng của nhượng quyền thương hiệu Fast & Furious.
- Nuôi các giống chó hung dữ, chẳng hạn như Pit Bull hoặc American Staffordshire Terrier làm thú cưng (đôi khi được sử dụng trong các trận đấu chó).
- Các thành viên nữ của họ thường có mái tóc rám nắng quá mức, tóc nhuộm bạch kim hoặc tóc nhuộm đen, và đeo móng tay nhân tạo, váy ngắn và áo crop.[3]

## Thuật ngữ liên quan
- Kark, có nghĩa là "cổ" và viết tắt của byczy kark ("cổ bò"), được sử dụng nhiều nhất liên quan đến hành động nâng tạ; một người coi là một Kark không mặc áo huấn luyện cũng không phải là áo thể theo, nhưng cũng có hầu hết các yếu tố khác các hành vi của một dres khuôn mẫu. Thuật ngữ này cũng có thể đề cập đến các thành viên xếp hạng thấp hơn của các nhóm xã hội đen, tức là "Côn đồ".
- Blokers - một thuật ngữ cho một người trẻ tuổi thể hiện hành vi chống đối xã hội, sống trong các nhà cao tầng (blok ở Ba Lan). Thuật ngữ này được sử dụng lần đầu tiên vào khoảng năm 1995 bởi Robert Leszczyński, một nhà phê bình và nhà báo âm nhạc người Ba Lan.
- ABS - từ viết tắt của Absolutny Brak Szyi ("Total Lack of Neck"). Xem Kark'. Thường được sử dụng một cách bỉ ổi cho những tên côn đồ và côn đồ "bơm hơi" nặng nề. Đặc tính ngụ ý là việc sử dụng steroid đồng hóa.